# Narcissus albicans
Narcissus albicans är en amaryllisväxtart som först beskrevs av Adrian Hardy Haworth, och fick sitt nu gällande namn av Spreng.. Narcissus albicans ingår i släktet narcisser, och familjen amaryllisväxter. Inga underarter finns listade i Catalogue of Life.